# Abeilhan
Abeilhan è un comune francese di 1 352 abitanti situato nel dipartimento dell'Hérault nella regione dell'Occitania.
È noto in patria per essere sede della popolare "Sagra della boara".

## Società

### Evoluzione demografica
Abitanti censiti